# لیندا اوبست
لیندا اوبست (انگلیسی: Lynda Obst؛ زادهٔ ۱۴ آوریل ۱۹۵۰؛ درگذشت ۲۲ اکتبر ۲۰۲۴) تهیه‌کننده و نویسنده اهل ایالات متحده آمریکا بود.
او بیشتر به‌عنوان تهیه‌کننده یا مجری طرح در چندین فیلم سینمایی از جمله امید شناور و اختراع دروغ و مجموعه‌های تلویزیونی مانند منطقه پرخطر و جذابان کلیولند فعالیت داشت. آخرین اثر اوبست در سینما، فیلم میان‌ستاره‌ای ساخته کریستوفر نولان در سال ۲۰۱۴ بود.
لیندا اوبست در سال ۲۰۱۶ از سوی بنیاد زنان در فیلم به خاطر «هموارسازی مسیر برای تهیه‌کنندگان زن» مورد تقدیر قرار گرفت. اوبست که سابقه روزنامه‌نگاری داشت، دو کتاب محبوب در مورد صنعت سینما و هالیوود نوشت.

## فیلم‌شناسی

### فیلم
| - فلش‌دنس (۱۹۸۳) – دستیار تهیه‌کننده - ماجراهای نگهداری از کودکان (۱۹۸۷) – تهیه‌کننده - هتل دل‌شکستگان (۱۹۸۸) – تهیه‌کننده - شاه ماهیگیر (۱۹۹۱) – تهیه‌کننده - این زندگی من است (۱۹۹۲) – تهیه‌کننده - بی‌خواب در سیاتل (۱۹۹۳) – مجری طرح - دختران بد (۱۹۹۴) – مجری طرح - یک روز خوب (۱۹۹۶) – تهیه‌کننده | - تماس (۱۹۹۷) – مجری طرح - محاصره (فیلم ۱۹۹۸) (۱۹۹۸) – تهیه‌کننده - امید شناور (۱۹۹۸) – تهیه‌کننده - کسی مانند تو (۲۰۰۱) – تهیه‌کننده - رهاندن (۲۰۰۲) – تهیه‌کننده - چگونه مردی را در ۱۰ روز از دست بدهیم (۲۰۰۳) – تهیه‌کننده - اختراع دروغ (۲۰۰۹) – تهیه‌کننده - میان‌ستاره‌ای (۲۰۱۴) – تهیه‌کننده |

### تلویزیون
- ماجراهای نگهداری از کودکان (۱۹۸۷) – مجری طرح
- دهه ۶۰ (۱۹۹۹) – مجری طرح
- The Soul Man (۲۰۱۲–تاکنون) – مجری طرح
- منحنی (۲۰۱۴–تاکنون) – مجری طرح
- جذابان کلیولند (۲۰۱۰–۲۰۱۵) – مجری طرح
- منطقه پرخطر (۲۰۱۹) – تهیه‌کننده
- منطقه پرخطر: انترکس (۲۰۲۱) – مجری طرح

## لیندا اوبست پروداکشنز
لیندا اوبست پروداکشنز (انگلیسی: Lynda Obst Productions) یک کمپانی آمریکایی ساخت فیلم و برنامه‌های تلویزیونی است. لیندا اوبست در سال ۱۹۸۹ این کمپانی را ساخت و آن را به کلمبیا پیکچرز منتقل کرد. در سال ۱۹۹۳ کمپانی او به فاکس قرن بیستم منتقل شد. در حالیکه این شرکت از دهه ۱۹۸۰ میلادی در حال فعالیت بوده، ولی اولین فیلم لیندا اوبست پروداکشنز فیلم بین ستاره‌ای به کارگردانی کریستوفر نولان در سال ۲۰۱۴ بوده‌است

### فیلم‌ها
- بین ستاره‌ای ۲۰۱۴

### دیگر تولیدات رسانه‌ای
کتاب‌ها:
- بی خوابی در هالیوود:قصه‌هایی از صنعت غیرطبیعی فیلم